# Mappe (Zeitschrift)
Mappe – Die Malerzeitschrift ist die älteste deutschsprachige Fachzeitschrift für Maler und Lackierer, die derzeit im Verlag C. Maurer Fachmedien in Geislingen/Steige monatlich erscheint.

## Geschichte
1881 von Friedrich Nauert in Leipzig gegründet, wurde sie  1886 vom Callwey Verlag in München übernommen. Die Mappe informiert verbandsunabhängig über Unternehmensführung und Auftragsbeschaffung, Kundenbindung und Gestaltung sowie Anwendung und Technik. Zur  Zeitschrift erscheinen jährlich ein Malertaschenbuch mit Chef- und Baustelleninformationen und das Maler-Berichtsheft, ein Begleitbuch zur Ausbildung. Chefredakteur ist Natalie Häntze. 

## Daten
Die Zeitschrift erscheint monatlich für 7058 Abonnenten und Käufer. Im Laden kostet ein Exemplar 15,00 €. 2007 hatte man geschätzte 26.414 Leser pro Ausgabe.